# Arènes de Lutèce
Les arènes de Lutèce, construites au IIe siècle, sont un amphithéâtre gallo-romain situé à Paris. Il s'agit d'un complexe hybride, de type « amphithéâtre à scène » ou encore « amphithéâtre-théâtre », comportant à la fois une scène pour les représentations théâtrales et une arène pour les combats de gladiateurs et autres jeux de l'amphithéâtre.
Redécouvertes au XIXe siècle après des siècles d'oubli, elles sont aujourd'hui un lieu public qui accueille parfois sur sa grande scène centrale des représentations théâtrales et des concerts, quand elle n‘est pas le terrain de jeu des footballeurs amateurs ou des joueurs de pétanque. Sur les gradins et les bancs qui l’entourent, on vient s’asseoir pour une pause déjeuner ou y réviser si l’on est étudiant.

## Situation et accès
Le site est situé et accessible par les rues Monge, de Navarre et des Arènes.
Les arènes de Lutèce sont desservies par le métro aux stations Place Monge (ligne 7), et Jussieu (lignes 7 et 10).
Elles sont aujourd'hui accessibles à travers l'immeuble du 49, rue Monge — où l'on peut reconnaître l'entrée grâce à un buste de gladiateur situé sur l'entablement de la porte d'accès —, par la rue des Arènes et le square Capitan. Elles sont ouvertes tous les jours de 8 h 30 à 17 h pendant l'hiver et 21 h 30 pendant l'été.

## Origine
Ces arènes ont vraisemblablement été construites dans la période du Haut-Empire, c'est-à-dire entre la fin du Ier siècle et le début du  IIe siècle.
Il s'agit d'un monument original, composé d'éléments mélangés de l'Empire romain, de la cauea gallo-romaine par sa structure et grecque par sa forme, à l'arène dissymétrique, semblable à celles d'Afrique romaine, au front de scène calqué sur les édifices micrasiatiques.

## Description

### Les gradins
Jean Camille et Jules Formigé (1918) ont pensé que l'édifice pouvait accueillir dans ses gradins, ses vomitoires, ses précinctions et ses escaliers 17 000 spectateurs ; à partir des places des gradins des arènes de Nîmes et de l'amphithéâtre des Trois Gaules de Lyon, Camille Jullian (1922) calcule ce nombre à précisément 15 944 places,.

### Les espaces de spectacle
Il serait en Gaule un prototype de théâtre associant dès sa construction une scène à une arène. En effet, d'autres amphithéâtres pouvaient déjà accueillir les deux types de spectacle, comme celui de Cherchell, dans l'actuelle Algérie, érigé dans les années 25 à 15 av. J.-C., modifié à la fin du Ier siècle par un creusement et un élargissement de l'orchestra sans sacrifier sa première fonction, théâtrale.

#### La scène
La scène de théâtre, dressée sur le podium, mesure 41,20 m de longueur.

#### L'arène
La piste centrale, de forme elliptique, possède un grand axe de 51,80 m et un petit axe de 44,40 m.

## Géoarchéologie

### Contexte topographique

Plan d'altitude des plus hautes buttes de Paris.

L'édifice est construit sur la montagne Sainte-Geneviève, à proximité de la confluence de la Seine et de la Bièvre  ; ce sont d'ailleurs sur ses flancs que la cité antique de Lutèce est implantée à partir du Ier siècle.
Cette montagne est une formation de calcaire lutétien culminant à l'angle de la rue de l'Estrapade et de la rue des Fossés-Saint-Jacques. Bien que ce calcaire soit d'une constitution grossière, il est employé pour édifier la cité romaine ; ses carrières se situant en rive gauche de la Bièvre, à l'est et au sud de la colline, elles sont aux portes de la ville antique.
La colline culmine à 56 m d'altitude, son sommet est constitué d'un plateau dont la hauteur oscille entre 54,50 m et 56 m. Il s'étend du creux du Val-de-Grâce au sud, vers les jardins du Luxembourg à l'ouest, et à l'est dans la vallée de la Bièvre et le marais du boulevard Saint-Germain — où se déversaient les eaux de la Bièvre, au nord.

### Contexte d'occupation durant le Haut-Empire

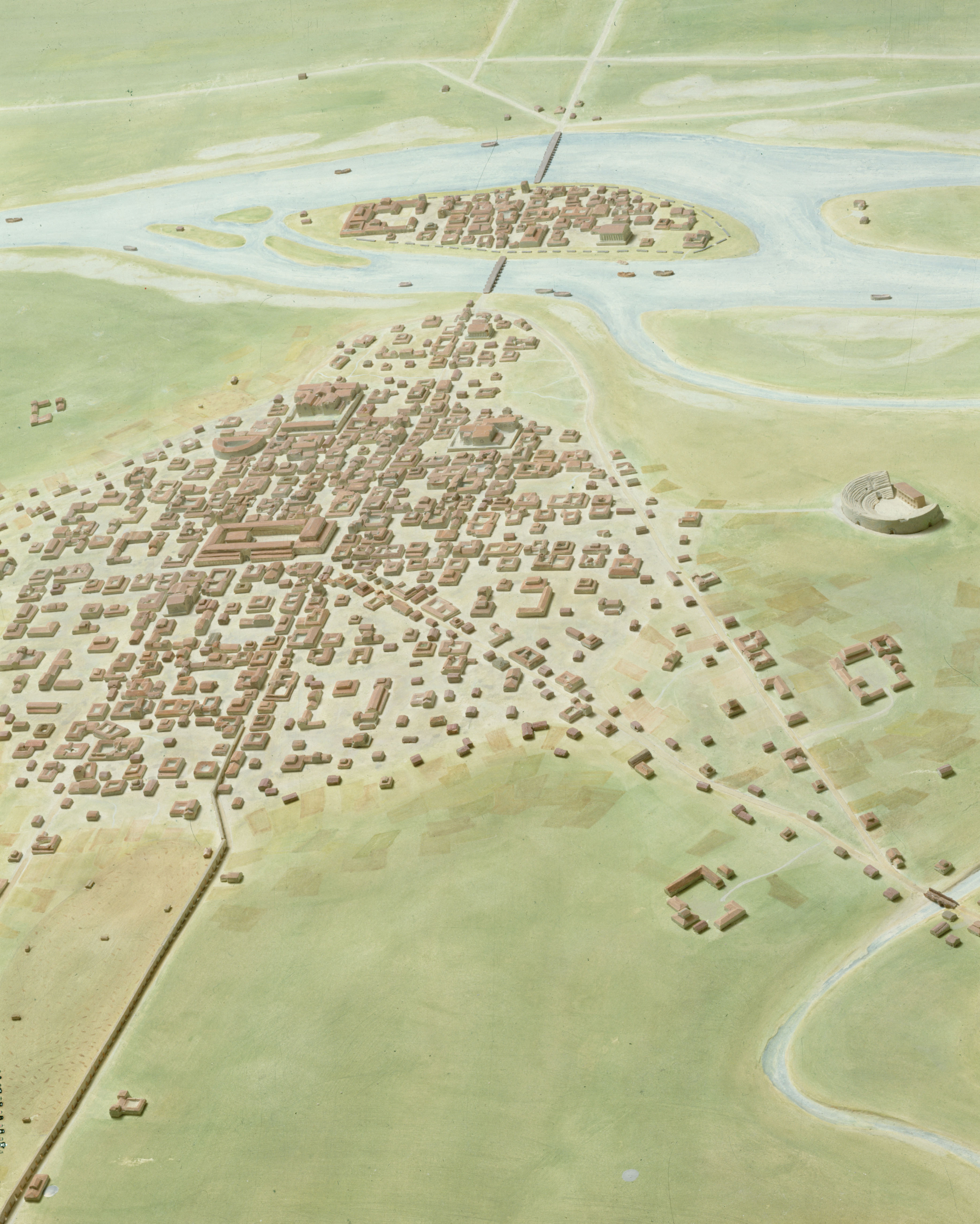
Maquette de Lutèce présentée au plus fort de son développement urbain à la fin du Haut-Empire (Laurent Renou, 1984).

La colline Sainte-Geneviève est le site d'accueil de l'urbanitas romaine, c'est-à-dire le site d'implantation des édifices politiques, religieux, spectaculaires et judiciaires, liés à l'administration des Parisii et de leur territoire. C'est sur sa pente nord, la plus abrupte, que seront érigés les édifices monumentaux de la cité.
Si la plupart des monuments lutéciens sont construits au plus proche du cardo maximus, l'axe principal autour duquel Lutèce est érigée, les arènes sont construites hors de ses murs, ce qu'une absence de niveau et de vestiges entre le monument et les limites de la cité du Haut-Empire confirment. Néanmoins, disposer des arènes en dehors de la ville reste une norme dans les villes de l'Empire. Leur construction, à mi-hauteur de la colline, rend l'ensemble monumental visible d'une bonne partie de la vallée de la Seine et dans la région parisienne.

## Historique

### Des utilisations multiples
De par sa disposition, il semble que ce monument soit le prototype d'un édifice mixte, servant à la fois d'amphithéâtre et d'arène. À cause de fouilles trop anciennes, à l'absence de stratigraphie et du peu de sources archéologiques, il n'est pas possible de dater avec assurance la durée d'occupation du monument.
Plusieurs hypothèses suggèrent que le site a cessé d'être occupé, voire a commencé à être démantelé, à partir du IIIe siècle, entre 308 et 360, au moment de la construction de l'enceinte du Bas-Empire, sur l'île de la Cité,.
Des sépultures découvertes entre 1870 et 1915 font état de 22 squelettes humains adultes (hommes et femmes) et un de camélidé qu'une absence d'analyses stratigraphiques ne permet pas de dater avec précision. En l'attente d'analyse sur les ossements conservés et leurs moulage, une monnaie de Gratien retrouvée dans un remblai fournit un élément de datation antérieur à son règne, soit la période 375 à 385, montrant un déclassement du site amorcé dès le IVe siècle.

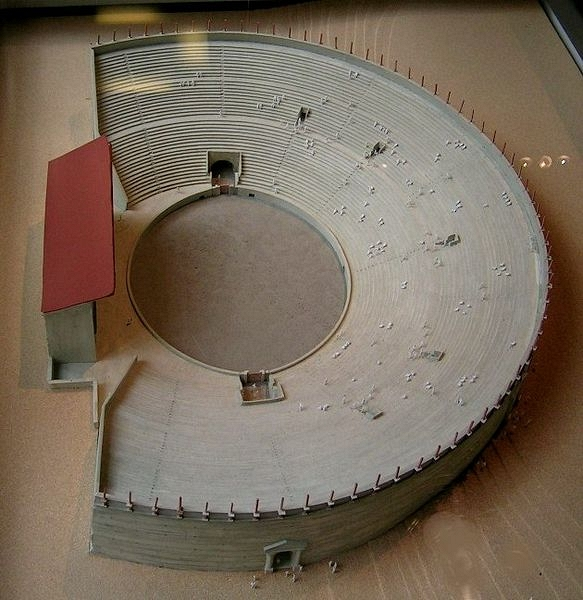
Maquette des arènes où figure la scène (à gauche), la fosse elliptique (au centre) et les gradins (autour).
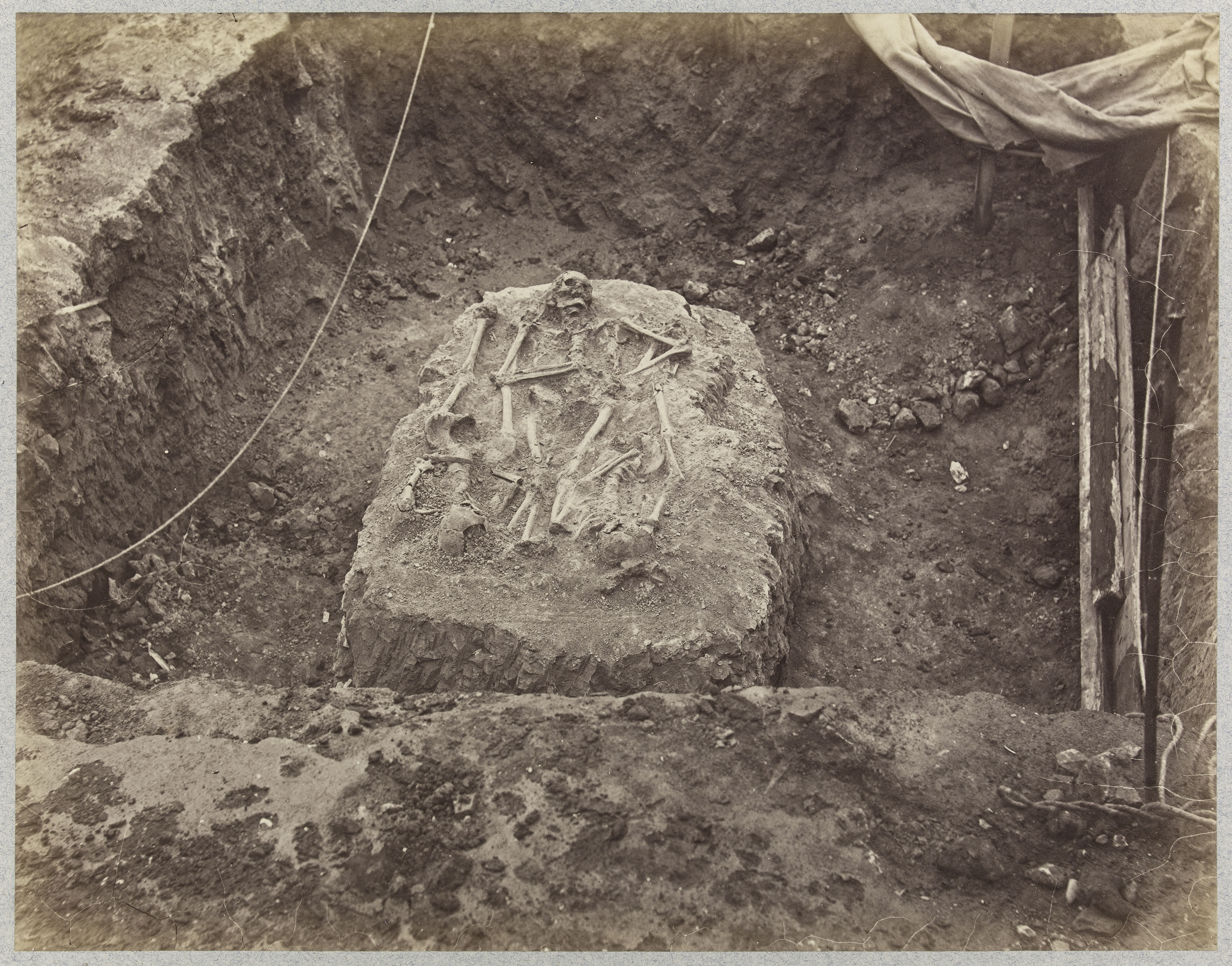
Photo de trois squelettes retrouvés durant les fouilles de 1870.
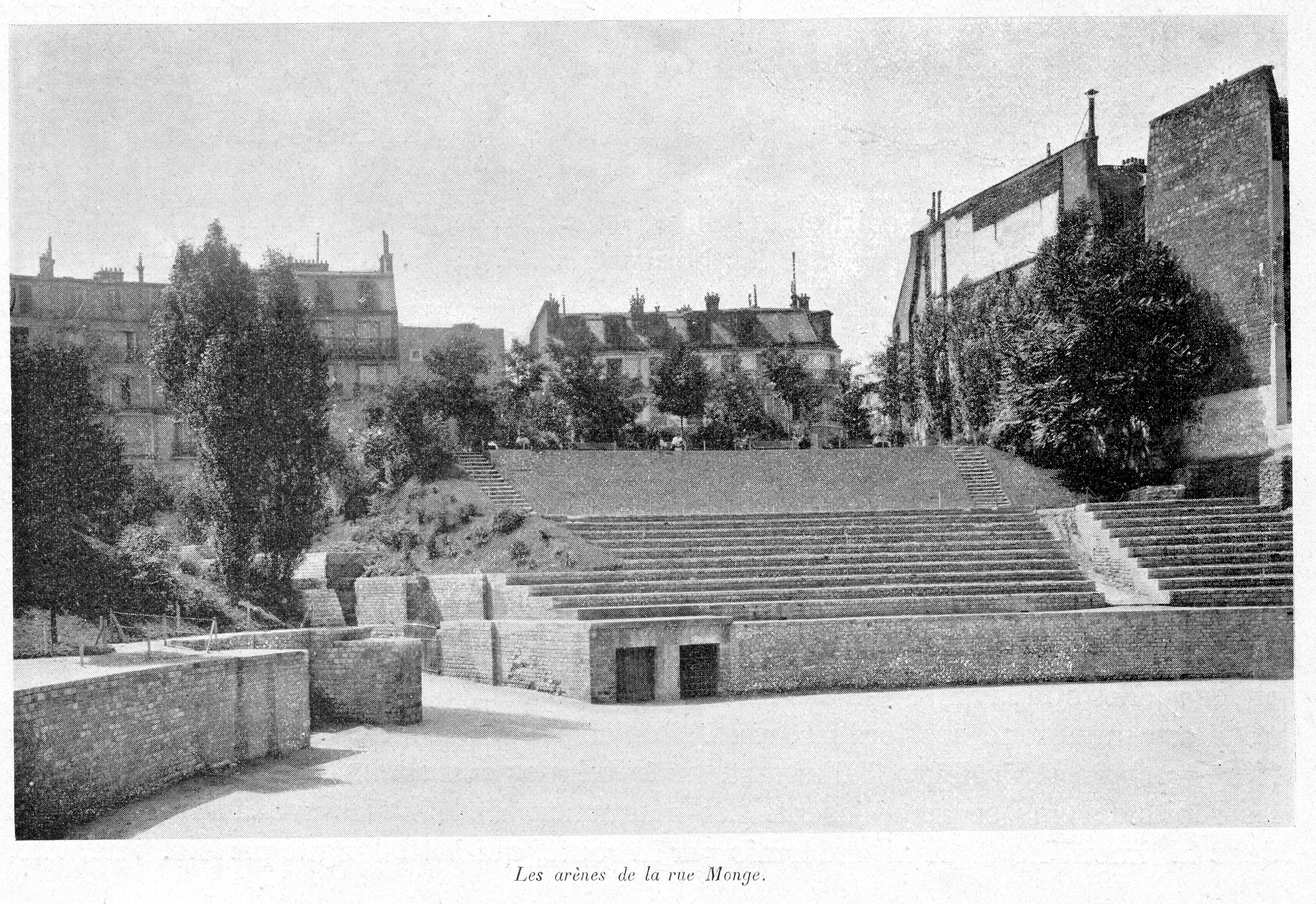
Les arènes en 1897 (cliché de Clément Maurice).

Plusieurs indices laissés sur le monument permettent de constater qu'il a été remanié à plusieurs époques et sur plusieurs de ses secteurs. Selon Alfred Fierro (1996), Chilpéric Ier, roi des Francs, aurait fait réparer l'édifice en 577 pour pouvoir y donner des spectacles. Guy Le Coz (2012) considère que cette affirmation est basée sur une lecture allusive de l'Histoire des Francs. Par ailleurs, il estime qu'il faudrait découvrir davantage d'artefacts mérovingiens sur le site avant de conclure à un réemploi du lieu — dans ses fonctions de spectacle — à l'époque médiévale.

« D'un texte de Grégoire de Tours, affirmant que Chilperic avait donné des spectacles de cirque à Soissons et Paris, on a parfois voulu tirer une allusion aux "Arènes de Lutèce", sans pouvoir en apporter la preuve (Félibien, Lobineau 1725 : 17-18). »

Il note une seconde allusion, toujours infondée, au sujet d'un cirque qui aurait été édifié à l'actuel emplacement de l'Institut du monde arabe.

« Bien que le mot circus n'ait pas un sens très précis sous la plume de Grégoire de Tours, on a également avancé l'idée que l'allusion pouvait faire référence à un cirque dont on suppose parfois l'existence du côté de l'ancienne Halle à Vins de Paris (Fig. 45, n°5), actuellement l'Institut du monde arabe, là encore sans véritable preuve (Quicherat 1885 : 463-466) »

Didier Busson (2019), dans l'Atlas du Paris Antique, admet qu'il est contestable de parler de rénovation mérovingienne.

### À sa disparition

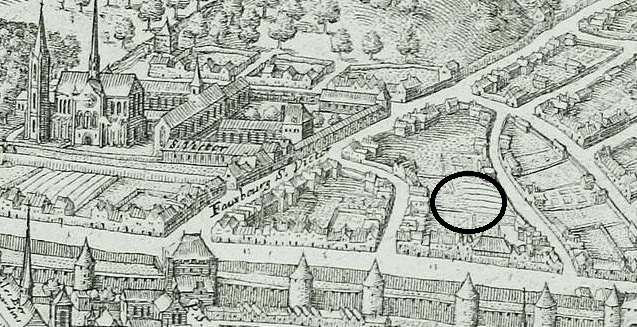
Le site des arènes de Lutèce en 1615, représentées sur le plan de Mérian. Les arènes ne sont alors pas répertoriées.

Grégoire de Tours ayant seulement affirmé l'édification plutôt que la rénovation de cirques à Paris, c'est au Moyen Âge tardif que deux auteurs rendent véritablement compte de ruines de cirque ou d'arènes dans le quartier Saint-Victor.
Le premier est un poème en latin écrit par Alexandre Neckam. Cet abbé anglais qui a enseigné à Paris à partir de l'année 1180 décrit « des ruines [...] [attestant] l'existence d'un cirque près de la maison de Saint-Victor »,. Le second est un acte de 1284 rapporté par Boulay qui parle d'un lieu-dit « les Arènes » devant Saint-Victor.
Les arènes sont alors ensevelies et leur emplacement exact reste ignoré. Le site aura été peu à peu effacé, en particulier par les terres de remblai lors du creusement des fossés de l'enceinte de Philippe Auguste à partir de la fin du XIIe siècle. À l'époque moderne, Adrien de Valois publie un texte en 1675 qui mentionne l’amphithéâtre.

### Les fouilles de Vacquer (1870) et Capitan (1915)

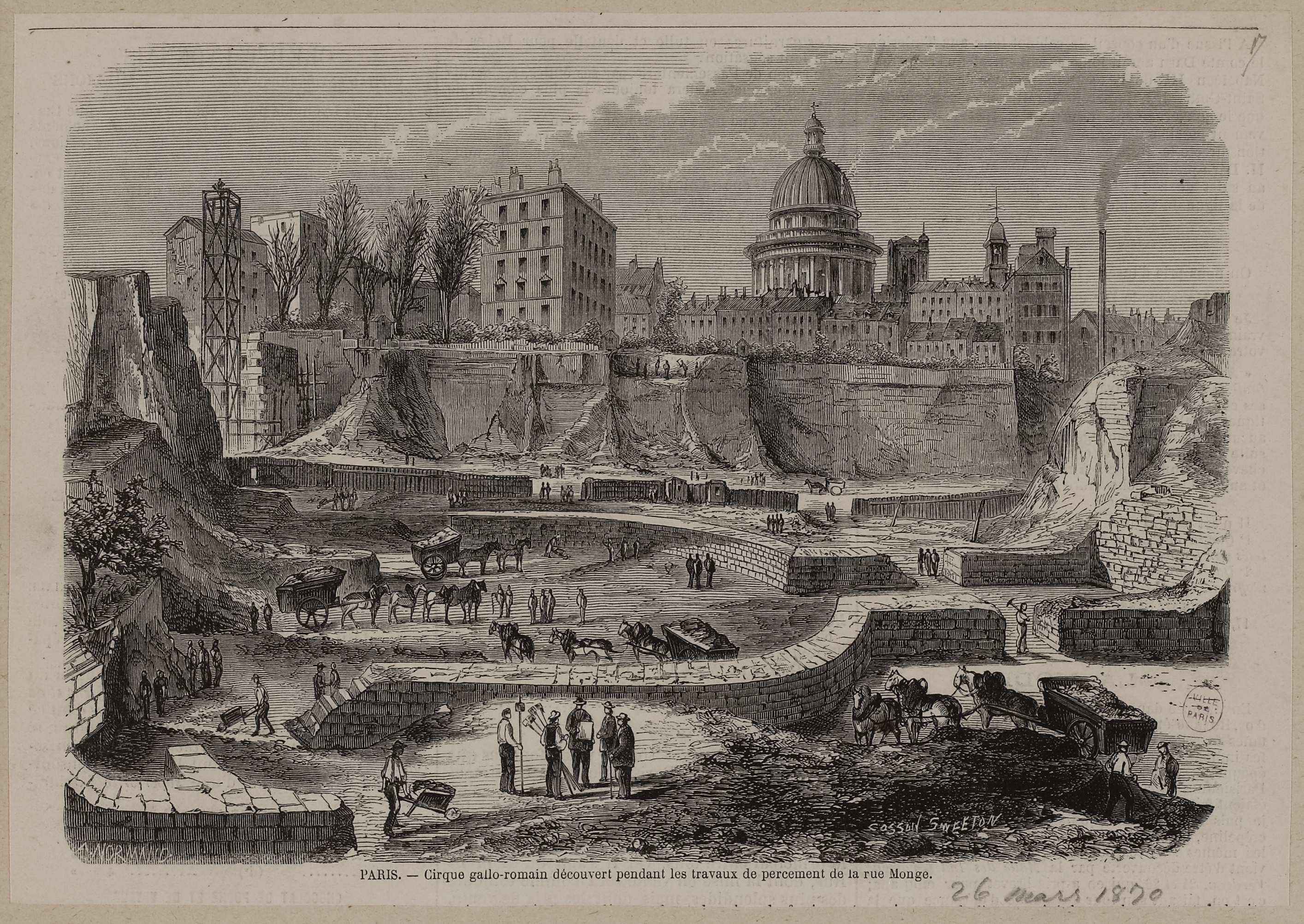
Cirque gallo-romain découvert pendant les travaux de percement de la rue Monge (1870).

Dans le cadre des grands travaux d'aménagement du plan Haussmann, le percement de la rue Monge, entre 1867 et 1868, met au jour à 12 m de profondeur les premiers vestiges de la cavea supérieure. Ils seront détruits. Toutefois, le site ne sera véritablement reconnu qu'au moment où la Compagnie générale des omnibus, voulant construire un dépôt de tramway, révèle des éléments du couloir rayonnant, du couloir de service et de la scène.

Monnaies retrouvées entre 1870 et 1871 aux arènes
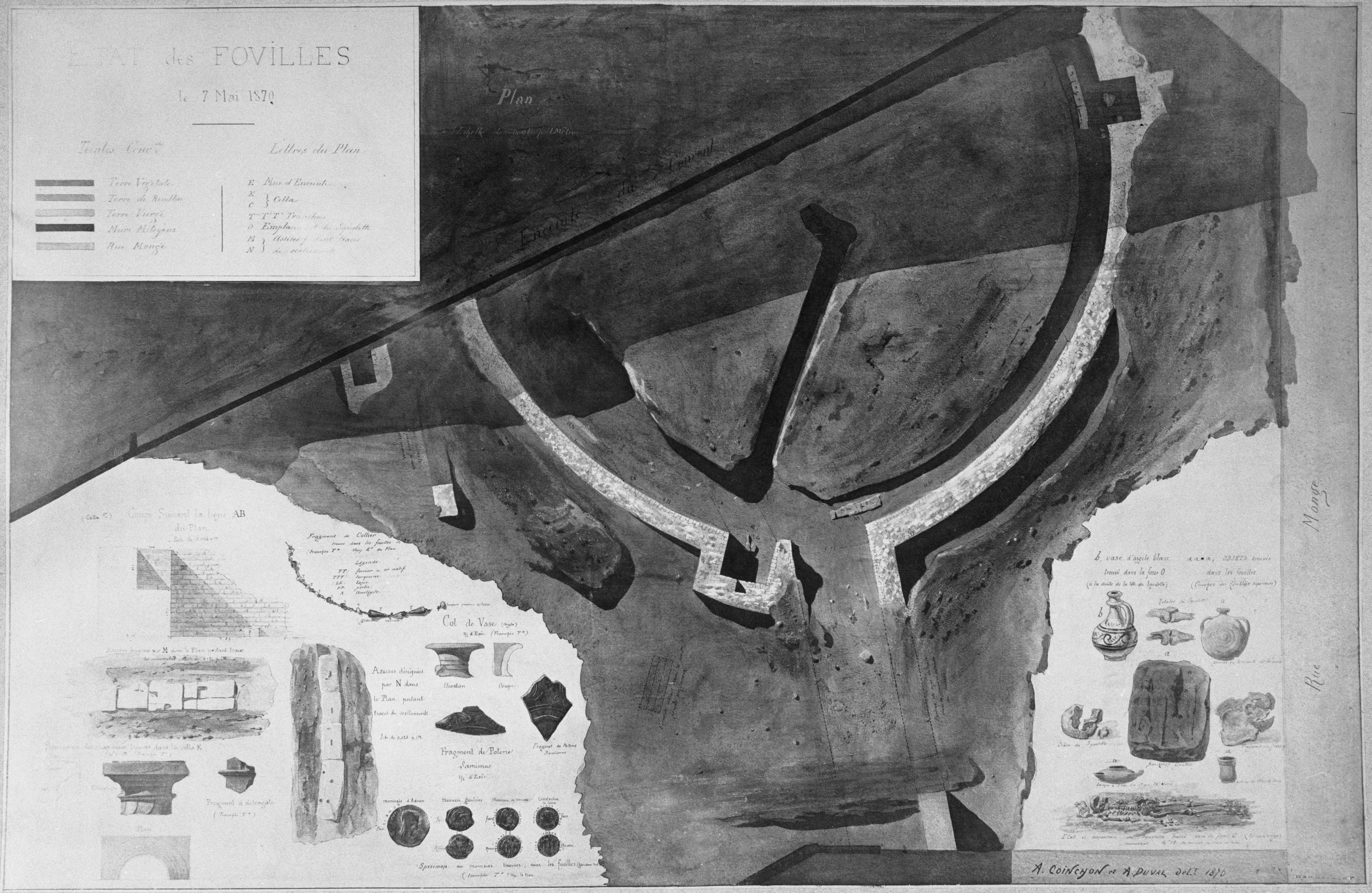
Plan et relevé de fouille des arènes avec en légende les monnaies gauloises et romaines retrouvées (dessin, 7 mai 1870).
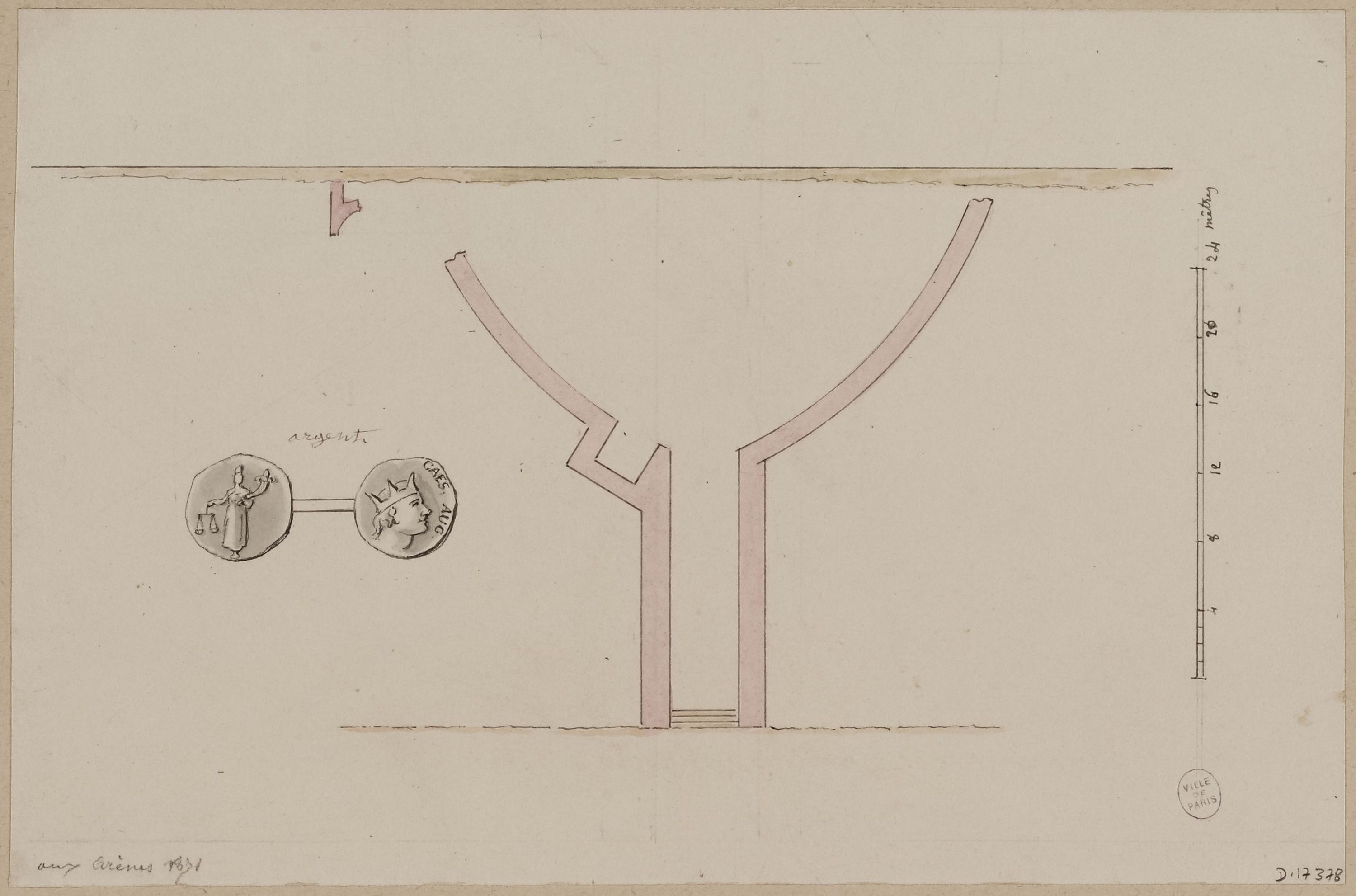
Relevé de fouilles des arènes de Lutèce (dessin, 1871).
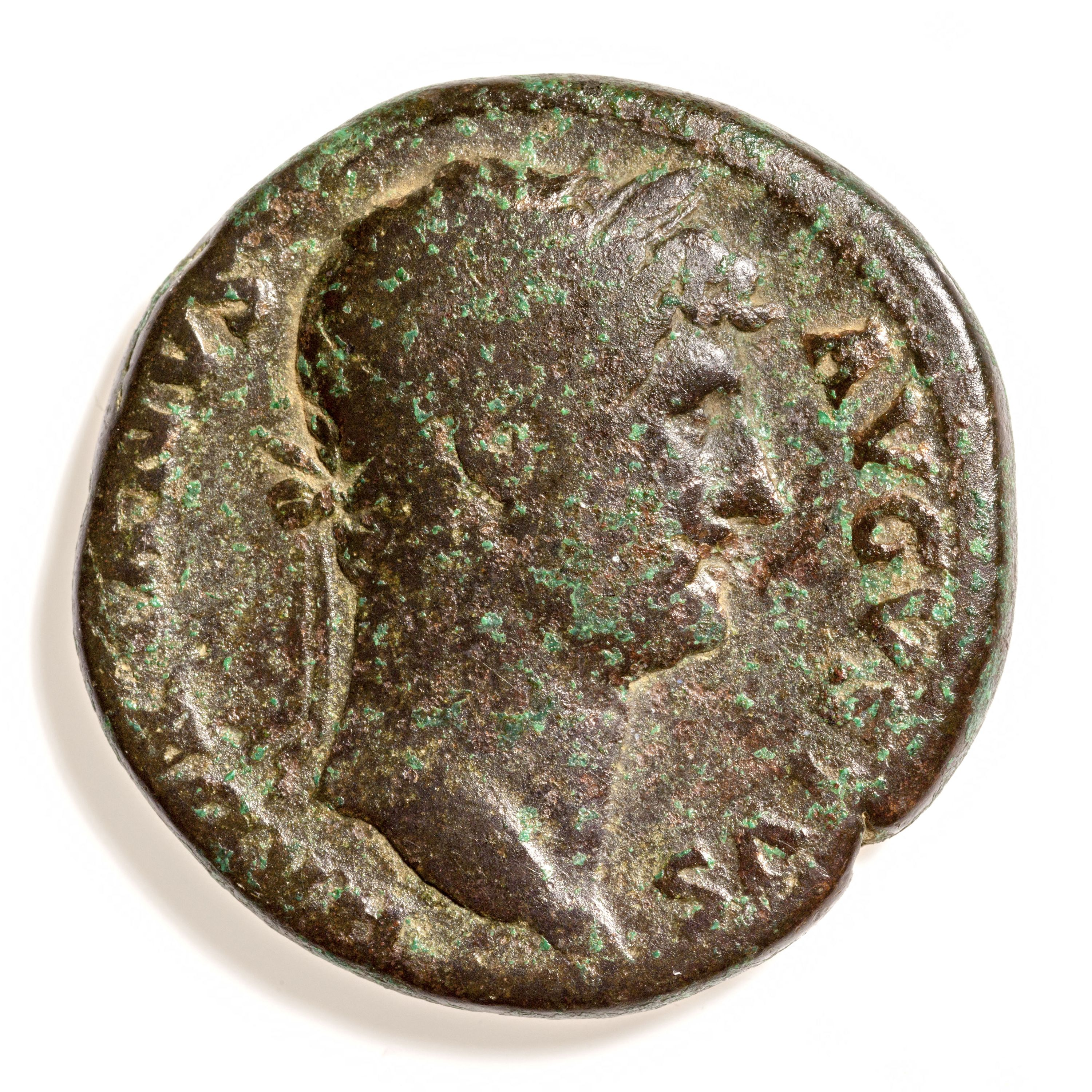
Sesterce en bronze provenant d'un trésor monétaire découvert aux arènes de Lutèce à l'effigie d'Hadrien (1871).
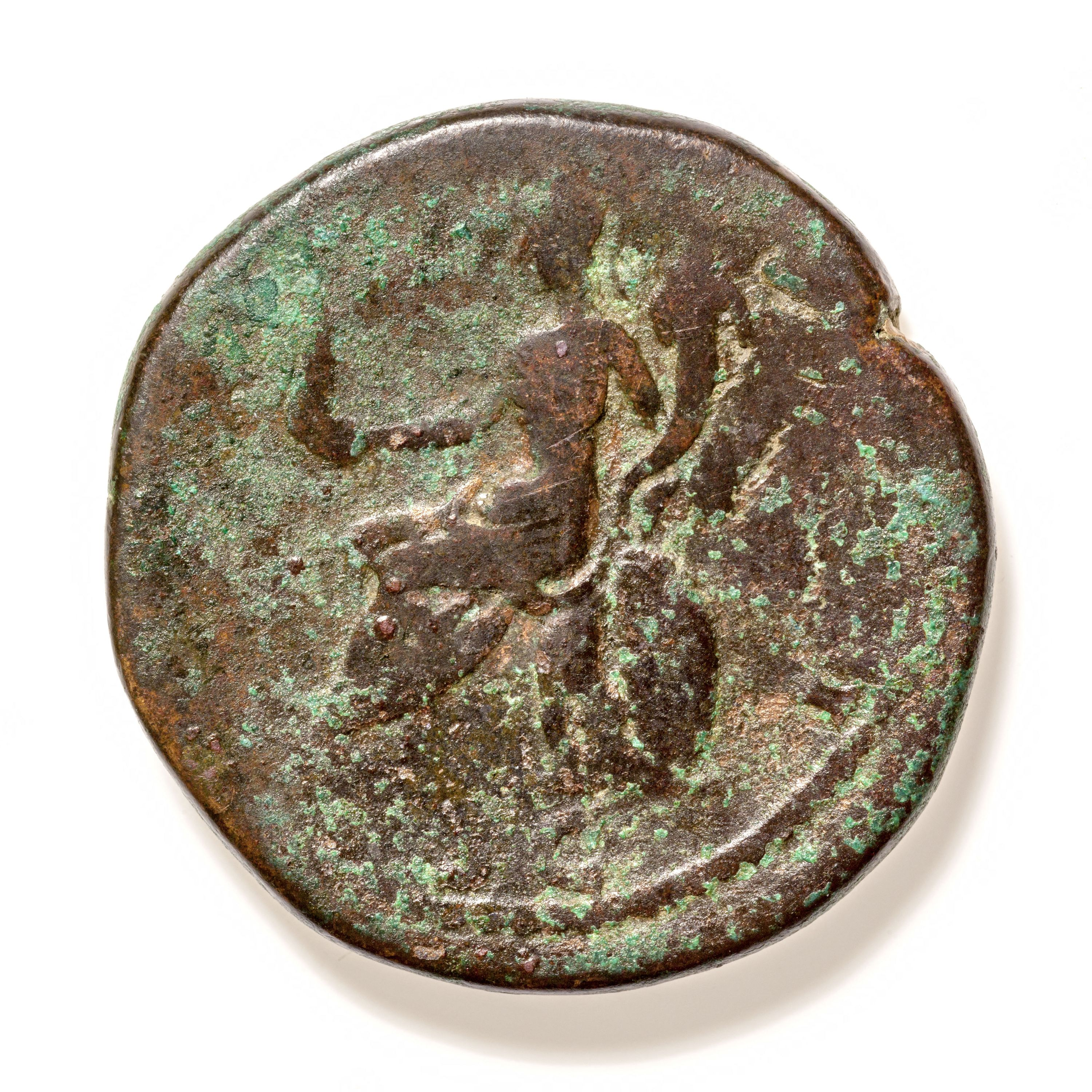
Deuxième sesterce en bronze provenant d'un trésor monétaire découvert aux arènes de Lutèce (1871).

Après trois mois de « bataille », et malgré l'engouement pour cette découverte, la société de transport est autorisée à raser cette partie de l'édifice présente sur sa parcelle, ce qu'elle finit par faire. Théodore Vacquer évincé, une partie du podium et l'entrée nord sont épargnés et réenfouis. En 1873, la Société centrale des architectes commande le creusement de huit puits de recherche dans la parcelle voisine pour compléter les fouilles.

Evolution des découvertes de 1870 à 1883
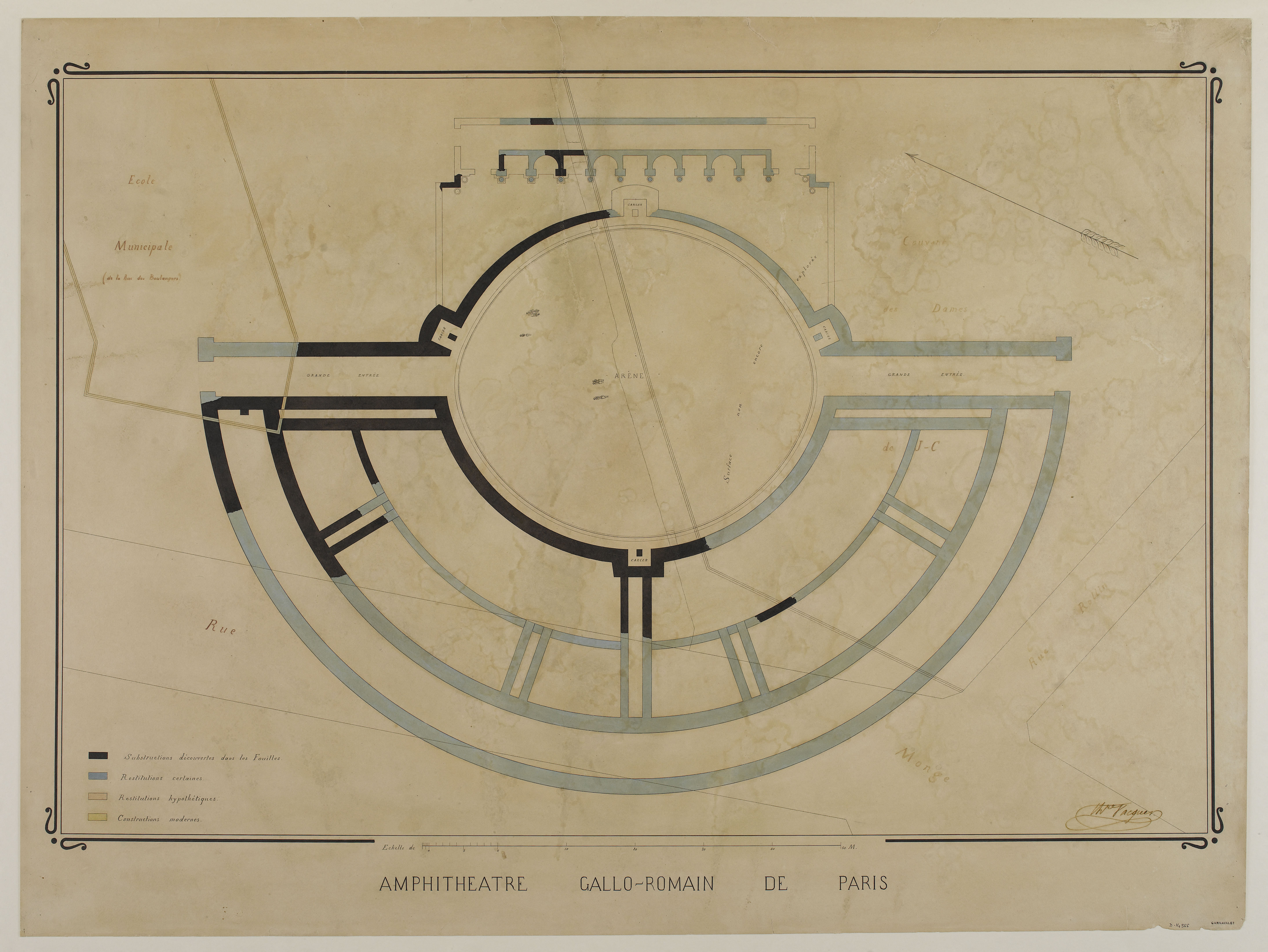
Restitution des anciennes arènes de Lutèce par Théodore Vacquer (dessin, 1871).
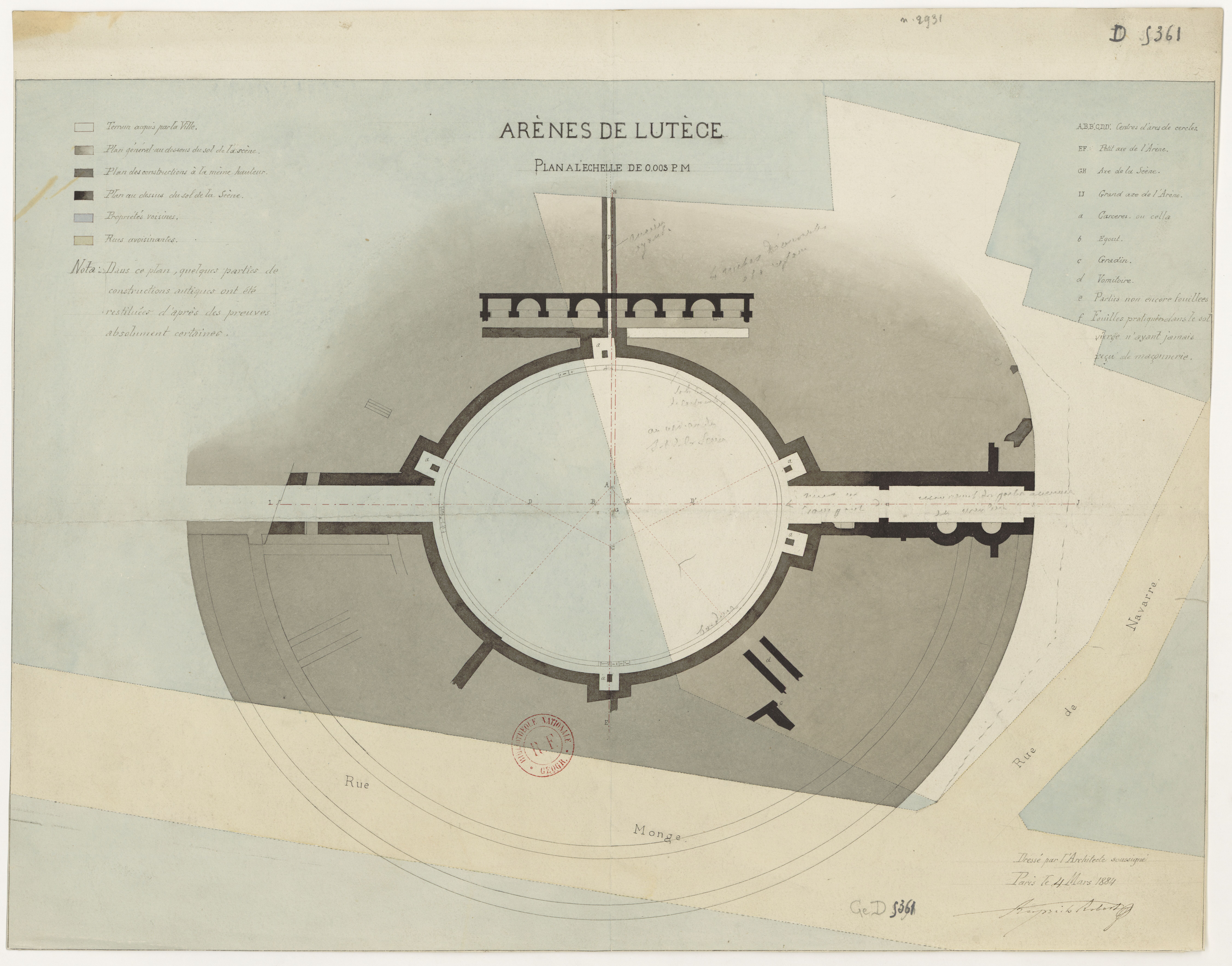
Plan des arènes de Lutèce dressé par l'architecte Gabriel Robert-Rupricht (dessin, 1881).
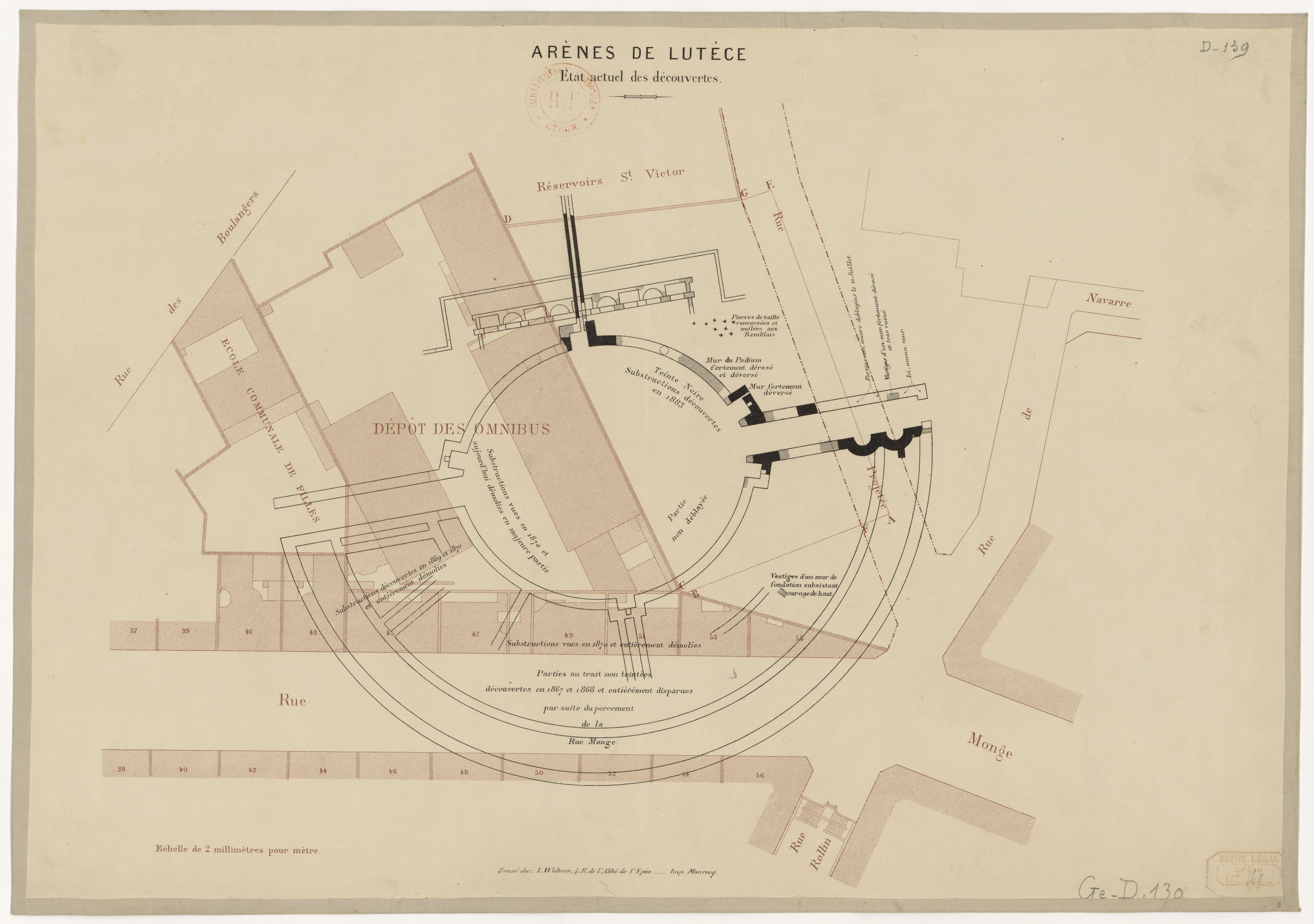
Présentation des découvertes faites (trait noir) depuis le percement de la rue Monge (dessin, 1883).

En 1883, un nouveau projet de percement de rue met au jour la partie sud du site ; Vacquer est une fois de plus écarté. Dans le même temps, un comité des Arènes se crée dans le but de préserver les vestiges restants ; elle nomme Henri Martin à sa présidence. Avec le soutien de l'Académie des inscriptions et belles-lettres et de Victor Hugo, le conseil municipal de Paris vote le 30 juillet 1883 la conservation du site à 36 voix contre 23.

Éléments sculptés provenant du mur de scène de l'amphithéâtre
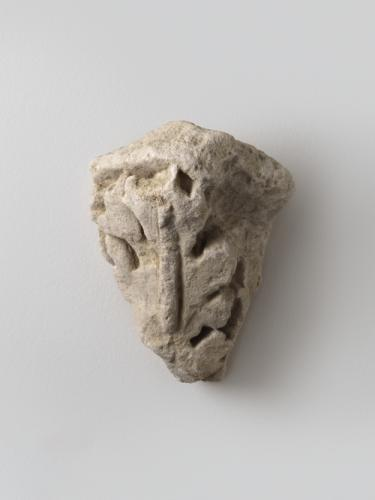
Fragment d'angle de décor : feuillage.
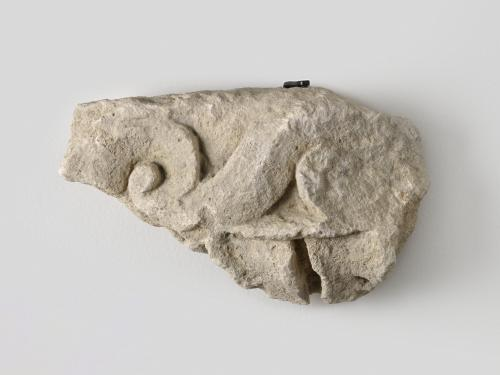
Fragment orné de frise de motifs végétaux et géométriques.
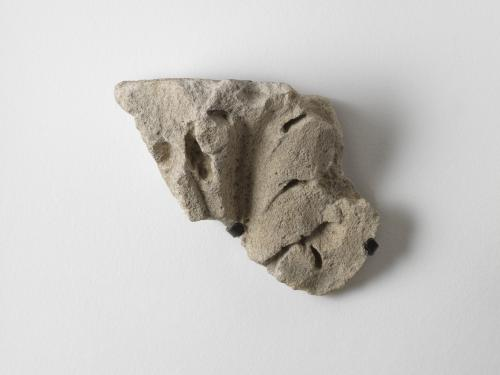
Fragment de décor : feuille de choux
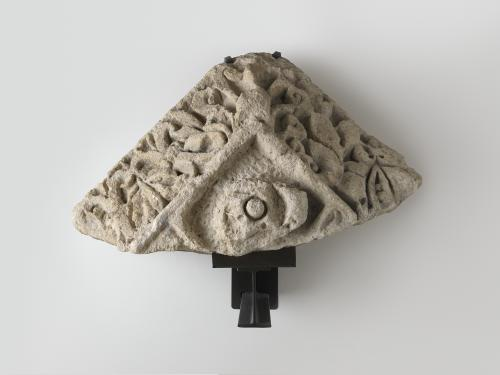
Fragment d'angle de corniche
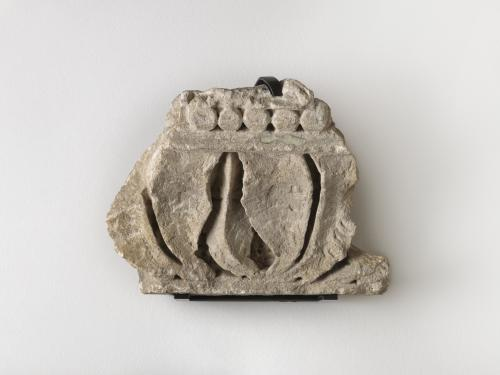
Frise de feuilles, perles et fleur dans l'angle inférieur gauche.
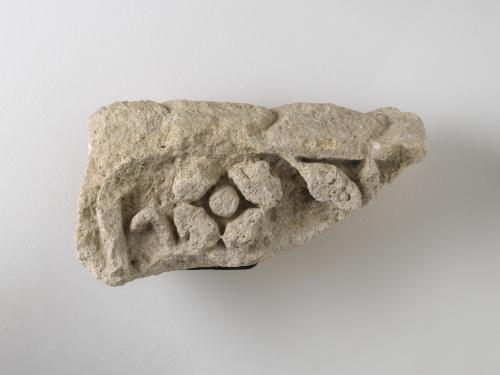
Fragment de décor : bouton de fleur et moulure.
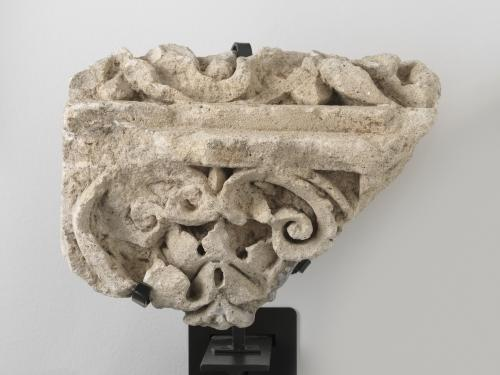
Palmettes et fleurons séparés par une moulure d'un autre décor végétal.

La ville renonce à percer la nouvelle rue, vote l'acquisition du terrain et conserve les derniers vestiges mis au jour ; ils sont classés à la liste des monuments historiques depuis 1884.

### La création du square

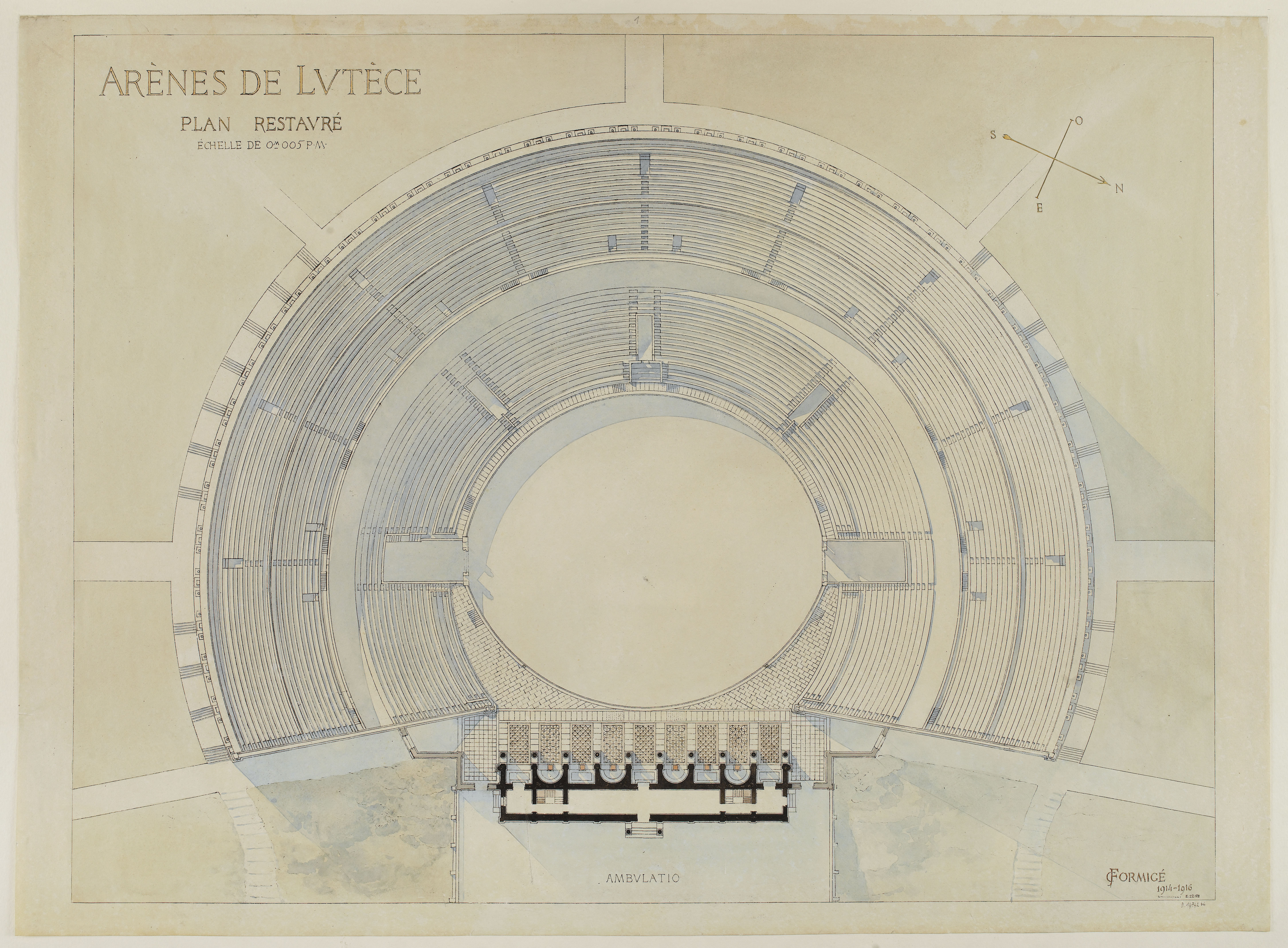
Tentative de reconstitution du plan des arènes imaginée par Jean Camille Formigé (dessin, entre 1914 et 1916).

La mise en valeur d'une première partie du site intervient en 1892, sous la direction de l'architecte M. du Seigneur : c'est le square des Arènes.
Pour mettre en valeur la seconde moitié du lieu, celle fouillée en 1870, la ville de Paris rachète à la Compagnie générale des omnibus sa parcelle rue Monge, entre 1915 et 1916. La municipalité met ainsi la main sur la dernière partie des vestiges reconnus, même si les immeubles construits du côté de la rue Monge ne permettent pas de compléter la cavea. Elle confie cette entreprise de « restauration » à Julien Formigé, qui place les vestiges sous la surveillance de Louis Capitan et Charles Magne.
Au début du XXe siècle, l'essentiel de la superstructure a disparu, les gradins que l'on voit aujourd'hui ont été ajoutés par les urbanistes chargés de l'aménagement du square. Seuls restaient une partie des fondations de la scène, des murs des paliers et des couloirs, ainsi que la base de certaines élévations du mur elliptique et celle des grands couloir latéraux.
Cette restauration a été critiquée parce qu'elle a servi à reconstruire une arène plutôt qu'à consolider les vestiges qui avaient été conservés et qui, bien que visibles, ne sont depuis plus discernables des éléments contemporains créés par Formigé. Les vestiges s'ouvrent depuis sur un square paysagé, baptisé du nom de Louis Capitan.

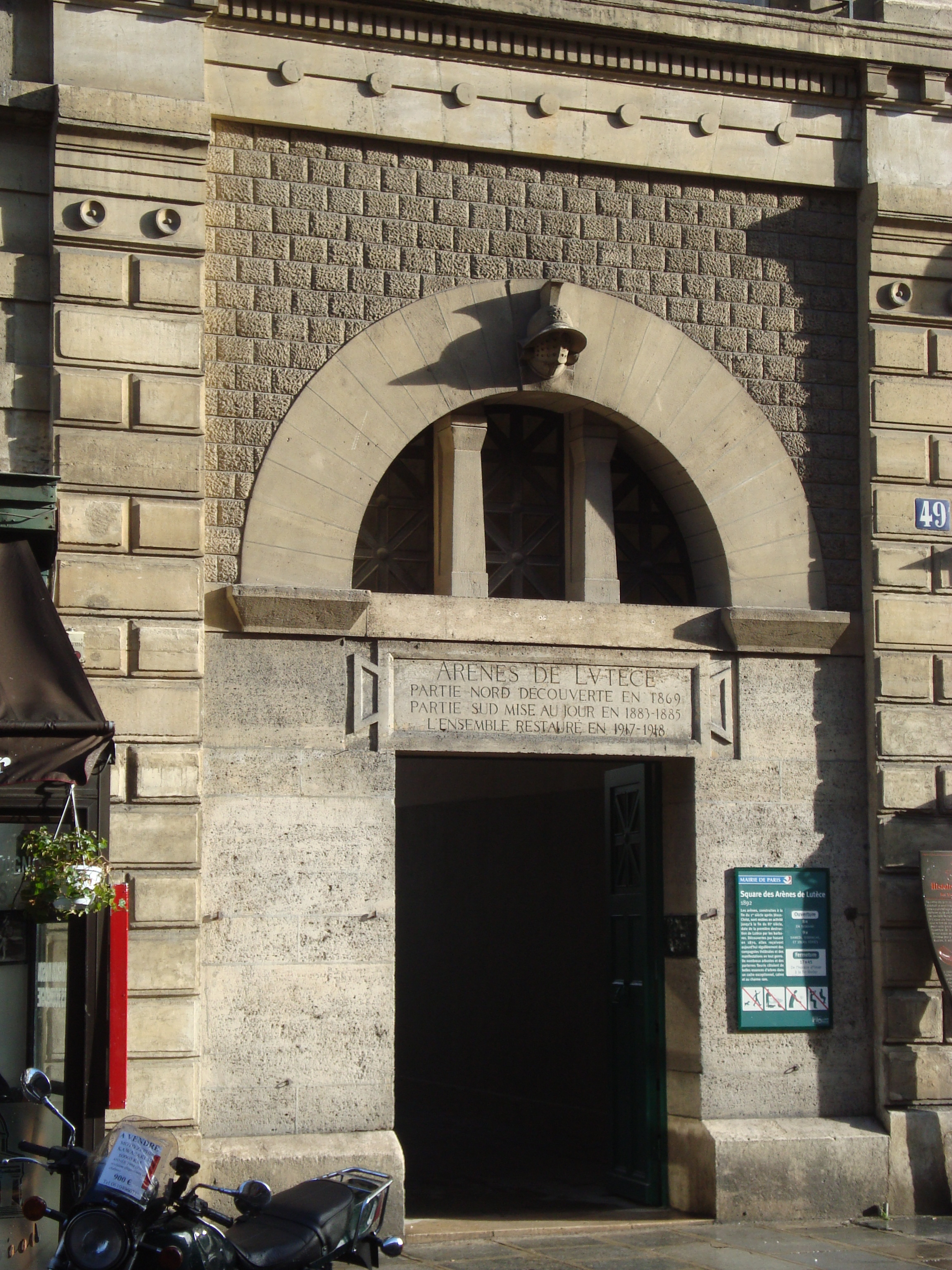
Entrée des arènes au 49, rue Monge.
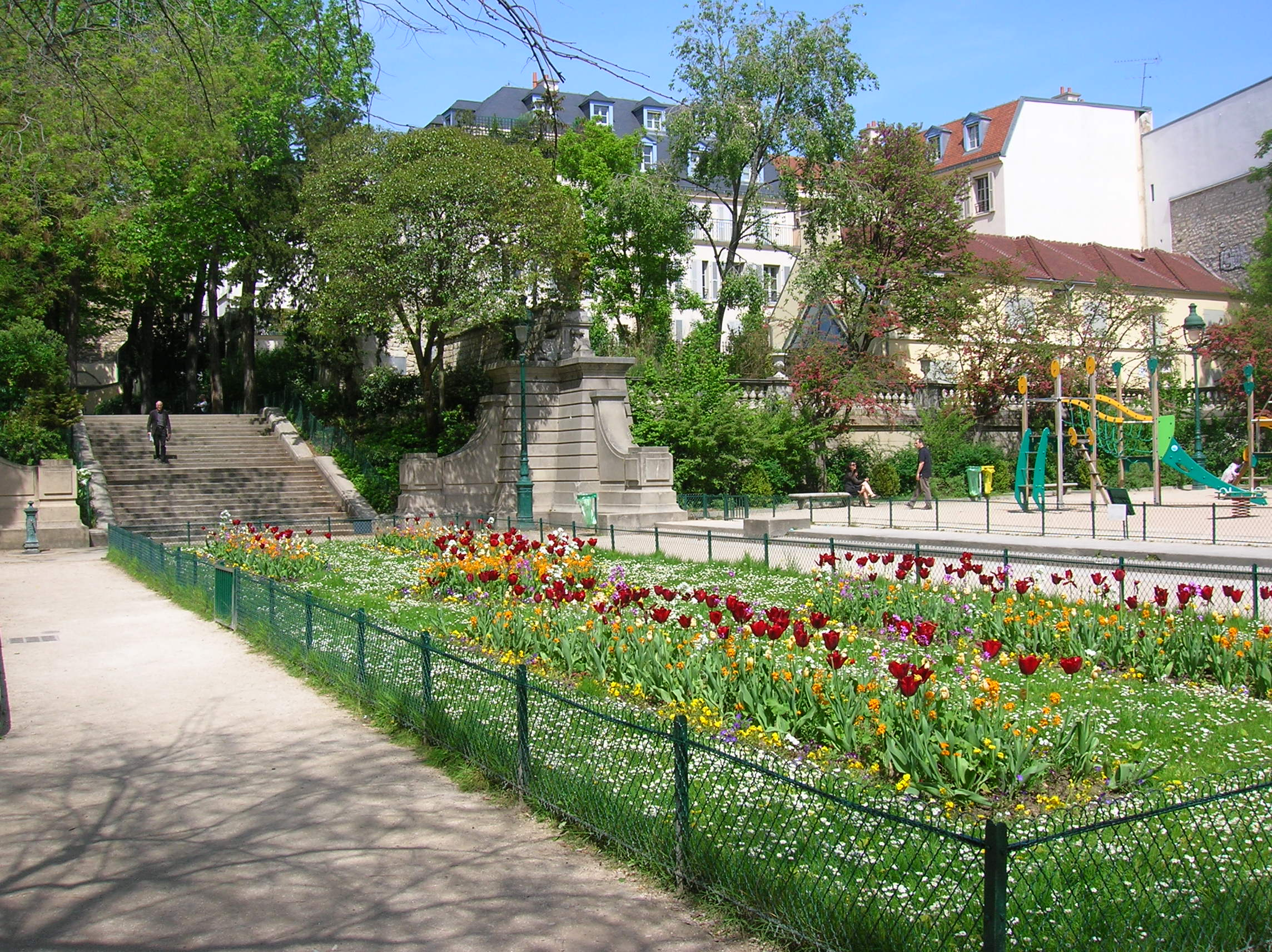
Le square Capitan.
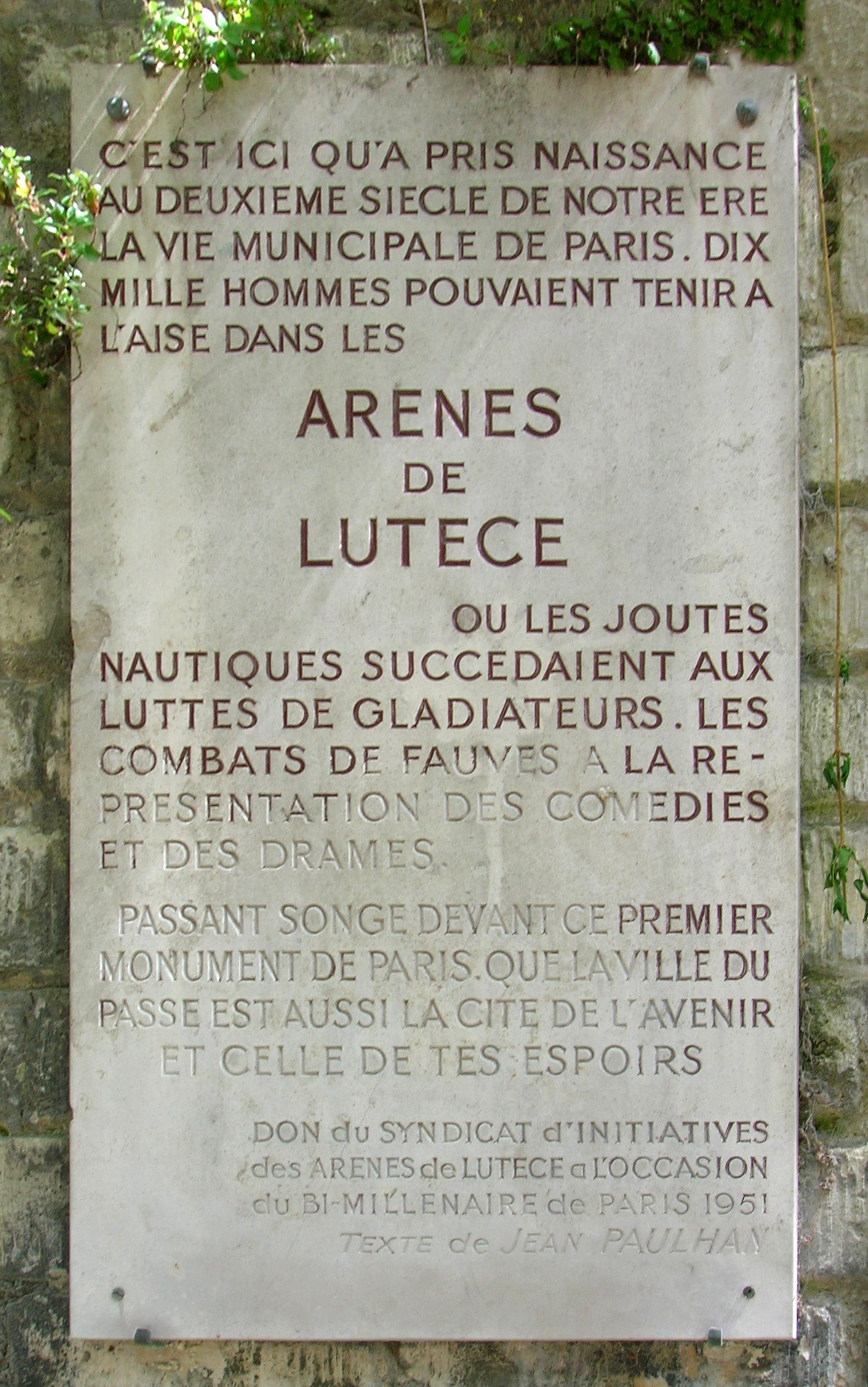
La plaque de 1951.
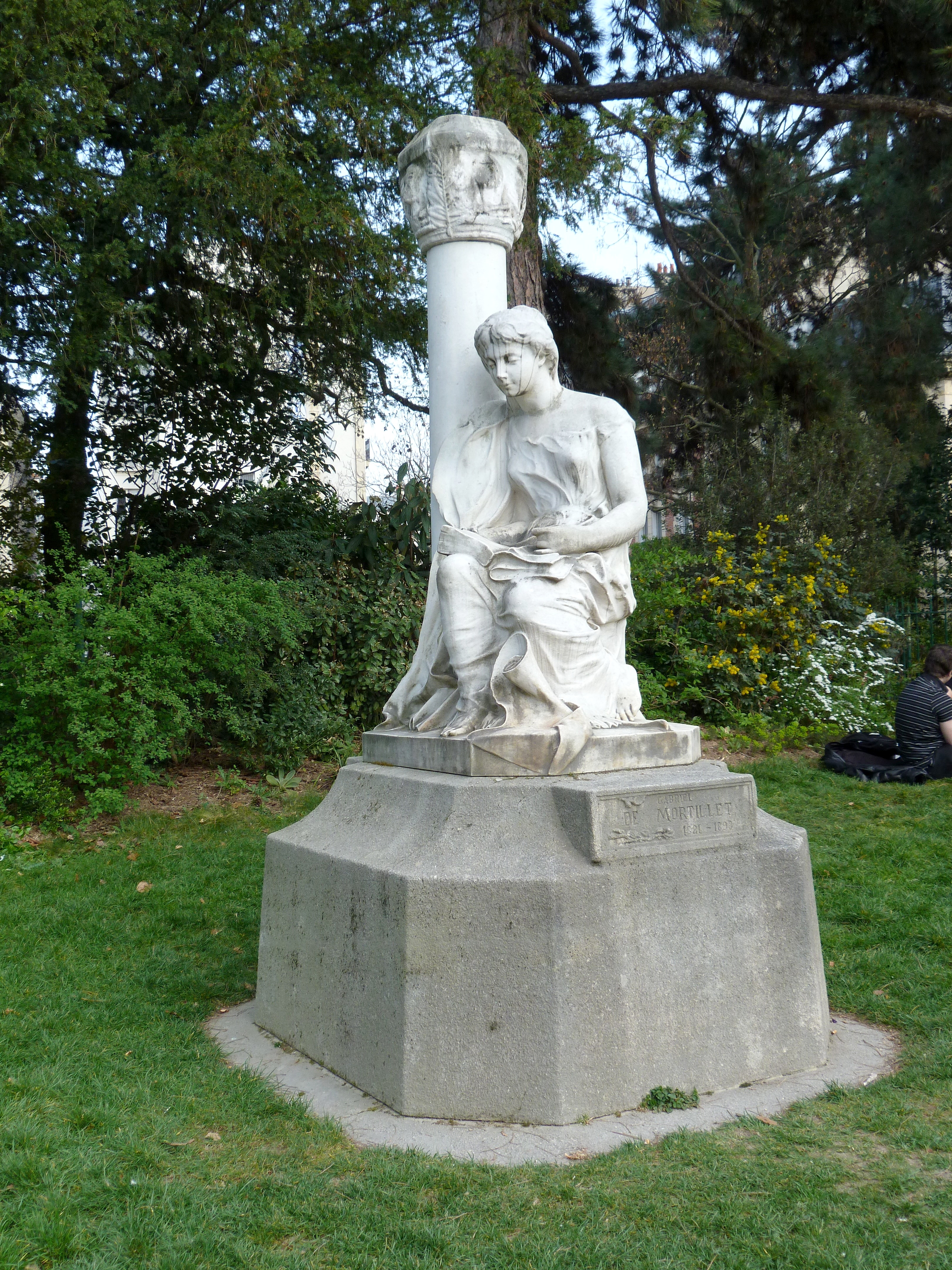
Monument dédié à Gabriel de Mortillet, un buste en bronze au sommet de la colonne a été fondu en 1942.

### Période contemporaine
Depuis le XXe siècle, le site est réutilisé comme lieu de spectacle.
En effet, les arènes accueillent régulièrement des compétitions de basketball, comme la finale du championnat de France de basketball du 9 mai 1926 en présence du président de la République Gaston Doumergue. Le 18 avril 1927, l’équipe de France dispute son premier match officiel dans l'hexagone devant 4 000 spectateurs puis y joue régulièrement jusqu'au 8 mai 1951. Les rencontres amateurs cessent en 1959.
Une démonstration de corrida s'y déroule le 24 octobre 1925. Près de cent ans plus tard, le 11 octobre 2022, le torero nîmois El Rafi, de passage dans la ville, y réalise une démonstration de toreo de salon.
Les Bretons de Paris y ont organisés, pendant de nombreuses années, plusieurs ébauches de la fête de la Bretagne, de même qu'un pardon de la Saint Yves où se sont rassemblés environ 2 000 personnes entre les années 1960 et 1970. La procession menée par une « duchesse Anne à cheval » partait des arènes pour aller à Notre-Dame, Saint-Gervais-Saint-Protais ou Saint-Germain-l'Auxerrois.

Des musiciens ont également l'opportunité de pouvoir s'y produire, comme à l'occasion de la Fête de la musique ou lors du festival Les nuits des arènes.

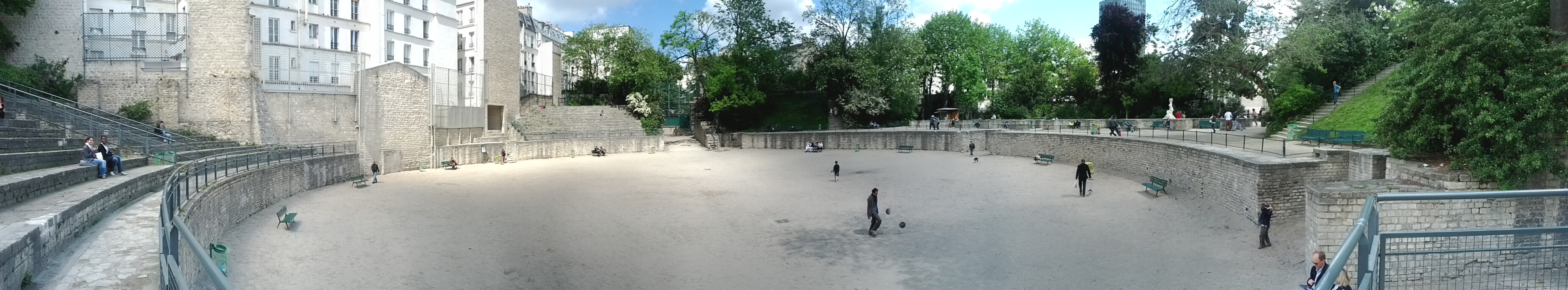

Au quotidien, les arènes sont le terrain de jeu de footballeurs en herbe et des joueurs de pétanque. Elles accueillent plusieurs fois par an de petits festivals de quartier, des représentations théâtrales et des concerts. Sur les gradins et les bancs qui l’entourent, on vient également s'asseoir pour une pause déjeuner ou y réviser si l’on est étudiant.
Par ailleurs, sur le site des arènes se trouve une « maison des oiseaux » proposant des découvertes pédagogiques ornithologiques pour les plus jeunes et un parcours botanique dans les différentes allées du site. Parmi les spécimens remarquables d'arbres se trouvent deux faux de Verzy — plantés en 1905 et classés arbres remarquables, un Ilex aquifolium ferox (houx hérisson), un Ulmus minor (orme champêtre) variété « Jacqueline Hillier », un Broussonetia papyfera (mûrier à papier), un Photinia glabra et un Ligustrum lucidum.

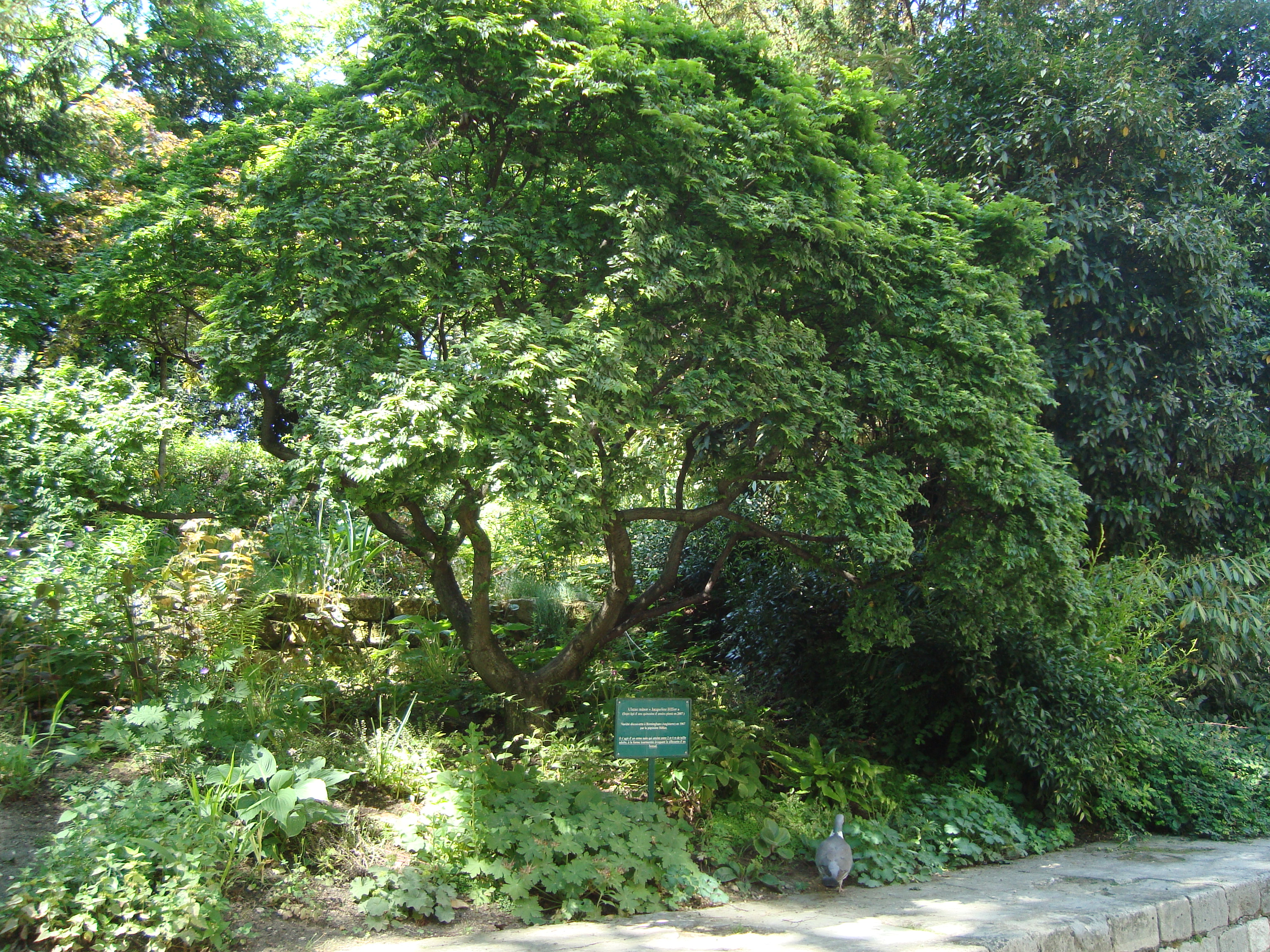
L'Ulmus minor ou orme champêtre, var. Jacqueline Hillier âgé de 15 ans et planté en 2007.
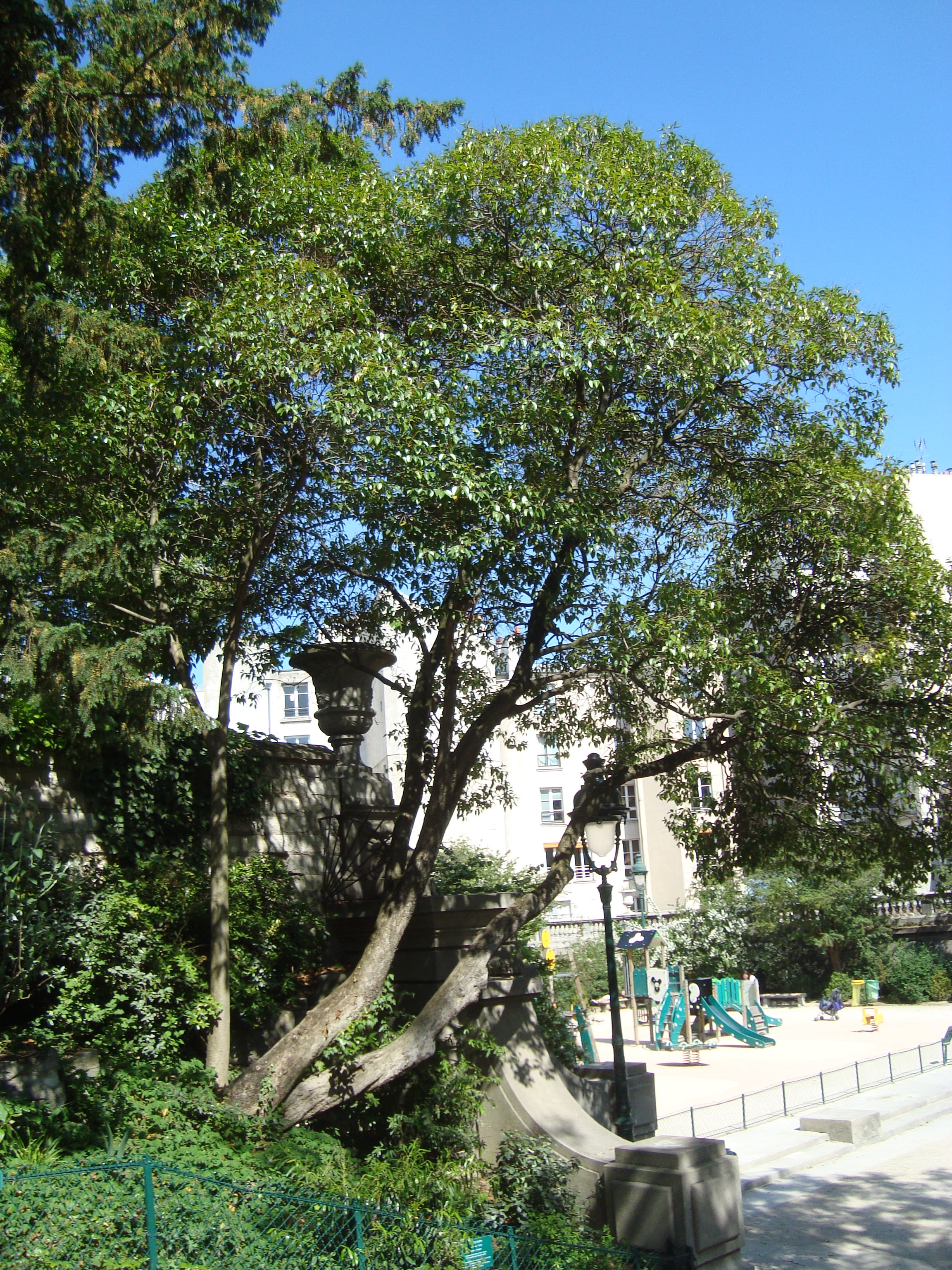
Ligustrum lucidum de la famille des troènes.
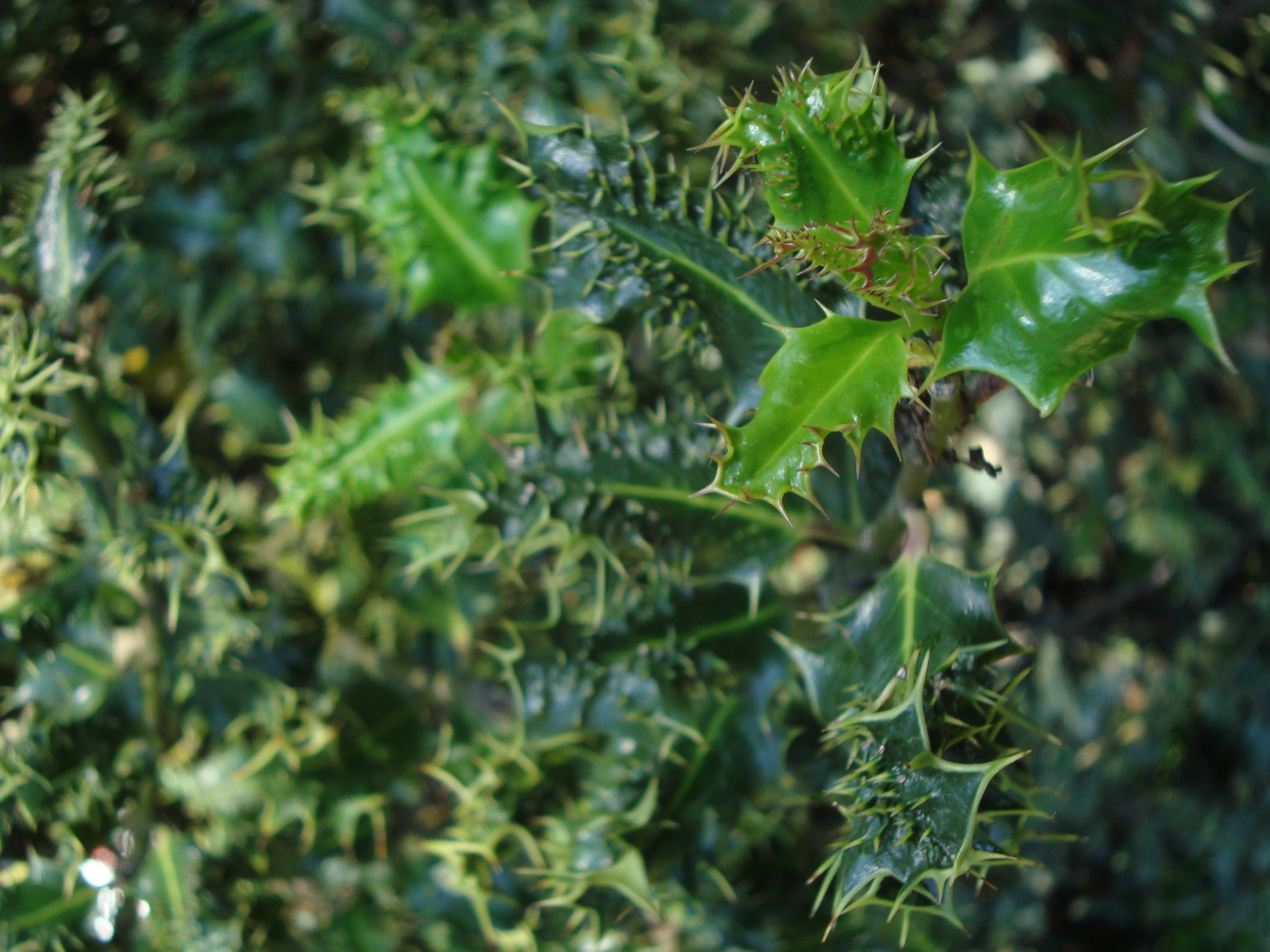
Gros plan des feuilles d'Ilex aquifolium ferox ou houx hérisson.